# Sørland
Sørland è un villaggio della Norvegia, situato nella municipalità di Værøy, nella contea di Nordland.